# 하타오카촌 (미야기현)
하타오카촌(畑岡村)은 1954년까지 미야기현 구리하라군 북동부에 위치했던 촌이다. 현재의 구리하라시에 해당한다.

## 연혁
- 1889년 4월 1일 - 정촌제 시행과 함께 구리하라군 하타오카촌이 성립하였다.
- 1954년 12월 1일 - 와카야나기정, 아리가촌, 오오카촌과 합병해 새로운 와카야나기정이 되었다.

## 참고서적
- 『미야기현 정촌 합병지』(미야기현 지방과, 1958)